# 巴爾薩斯河

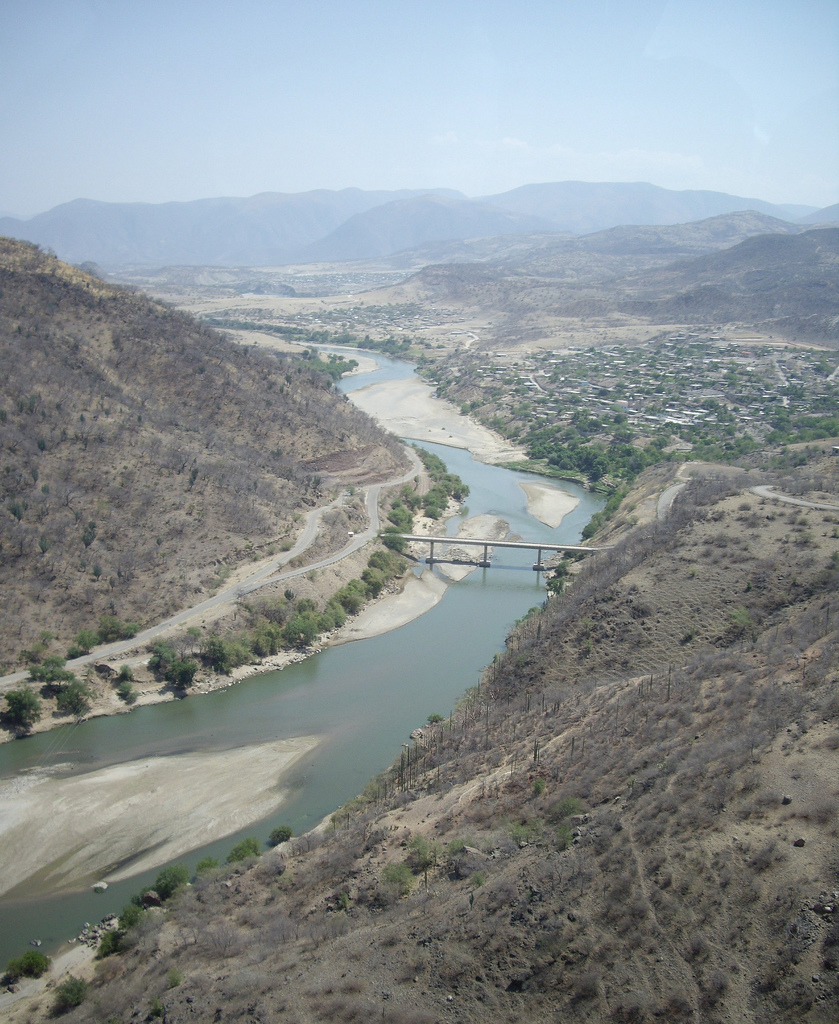

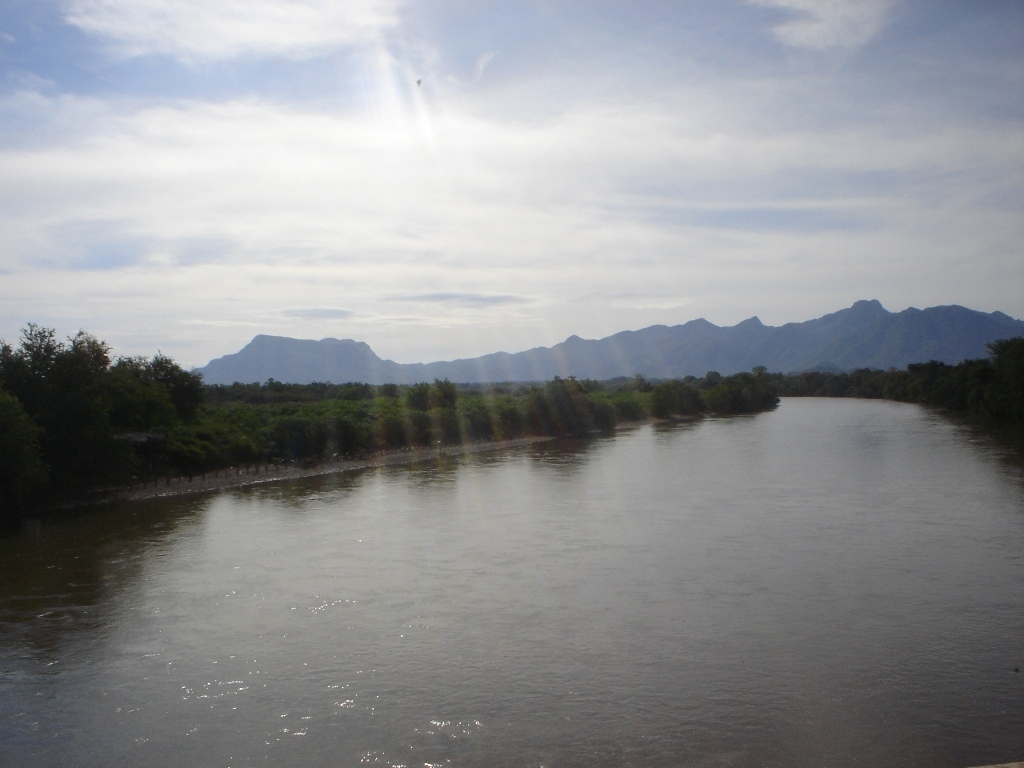

巴爾薩斯河，又稱阿托亚克河、梅斯卡拉河，是墨西哥的河流，位於該國中南部，河道全長771公里，流域面積112,320平方公里，發源自普埃布拉，最終在米却肯州拉薩羅卡德納斯附近注入太平洋。
17°56′25″N 102°08′10″W / 17.94028°N 102.13611°W